# 愛媛電視台
株式會社愛媛電視（日语：／ Terebi Ehime */?），通稱愛媛電視台，簡稱EBC，是日本的一家以愛媛縣為播出地區的電視台。愛媛電視台開播於1969年12月10日，是富士電視台聯播網（FNN·FNS）的成員，亦是愛媛縣的第二家商業電視台。開播之初名稱為「愛媛放送株式會社」，但其愛稱「愛媛電視台」反被縣民認為較親切，于2004年10月1日正式改名為「愛媛電視台」。呼號為JOEI-DTV，遙控器號碼是8頻道。

## 資本構成
下表列出2021年3月31日時愛媛電視台的主要股東:445：
| 資本金  | 每股價值 | 發行股份總數 | 股東數 |
| ------- | -------- | ------------ | ------ |
| 3億日元 | 500日元  | 600,000股    | 67     |

| 股東             | 持股數    | 比例   |
| ---------------- | --------- | ------ |
| 富士媒體控股     | 121,600股 | 20.26% |
| 關西電視台       | 120,000股 | 20.00% |
| 白石統一         | 051,000股 | 08.50% |
| 讀賣新聞集團本社 | 042,000株 | 07.00% |

## 歷史
自1964年的愛媛UHF開始，有包括松山每日放送、愛媛朝日放送、北四國電視台、伊予電視台、松山產經電視台、松山電視台、愛媛內海電視台、松山讀賣電視台等14家公司申請獲得愛媛縣第二家商業電視台的播出執照:25。1968年7月，愛媛縣知事及縣議會議長出面協調這些申請業者整合:27。同年10月，這些業者同意整合，並在11月15日獲得預備執照:27。翌年1月16日，愛媛放送舉辦設立總會，並於同年5月13日舉辦總部動工儀式:27。1969年10月26日，愛媛電視台開始試播。同年12月10日，愛媛電視台正式開播:27。
1972財年，在開播僅三年後，愛媛電視台的營業額就超過10億日元:21。愛媛電視台自1974年開始實施股票分紅，分紅率高達10%:37。愛媛電視台在1976年10月以全日16%，黃金時段29.9%的平均收視率首次獲得收視率三冠王:41:28。同年愛媛電視台營業額首次超過20億日元:21。
1977年5月，愛媛電視台成立了工會:32。翌年7月，愛媛電視台總部擴建工程竣工:18。愛媛電視台的營業額在1979財年超過30億日元:21。但同樣在1979年，愛媛電視台兩名記者在採訪紫電改機體打撈時因直升機墜毀而殉職:40。
在開播11週年的1980年，愛媛電視台啟用了新商標:47。同年3月，愛媛電視台自四國電力購買和總部鄰接部分的土地，開始計劃修建新總部:44。1982財年，愛媛電視台的營業額超過40億日元:21。愛媛電視台現在的總部修建於1982年12月22日至1984年9月30日。這座建築地上有7層，地下有1層。攝影棚縱貫1至3層、主控室位於2層、6層設有EBC大廳:29。1984年8月1日，愛媛電視台開始從新主控室播出節目:59。同年愛媛電視台覆蓋愛媛全縣及大分縣約四成的人口，累計覆蓋人口超過300萬人:29。
愛媛電視台的營業額在1985財年超過50億日元:21。翌年愛媛電視台在宇和島市開設南予支局:68。1990財年，愛媛電視台營業額創出超過63億日元的記錄:84。但因愛媛縣內商業電視台數的增加和這一時期日本電視台系列的收視率提升，愛媛電視台的收視率在1995年退居次席:104。
愛媛電視台在2006年10月1日開始播出數位電視，並在2011年7月24日停止播出類比電視訊號。2019年，愛媛電視台更新了主控室。

## 節目
愛媛電視台初期的自製節目包括《週日local》（日曜ローカル）、《生活和縣政》（くらしと県政）:33。愛媛電視台自1979年4月開始將平日傍晚的自製新聞節目演長至25分，實現了地方新聞節目的大型化:45:40。1984年10月開始，愛媛電視台在平日傍晚播出的大型自製新聞節目更名為《Super Time EBC600》:59:13。該節目在1990創出過平均收視率19.8%的記錄:84。現在愛媛電視台在平日傍晚播出的自製新聞節目是《EBC Live News》，自2019年開始播出。
愛媛電視台自1977年4月開始播出《愛媛 人 和其風土》（えひめ　人　その風土），聚焦愛媛縣出身的名人:380。該節目播出至1995年3月，集數多達572集，是愛媛電視台具代表性的長壽紀錄片節目。該節目也是愛媛電視台開始使用電子新聞採集（ENG）的契機:32。該節目還出版了同名系列圖書。

## 註释
1. ↑  「三冠」指全日（6:00-24:00）、黃金時間（19:00-22:00）、晚間時段（19:00-23:00）三個時段皆獲得收視率第一。

## 外部連結
- 愛媛電視台 （页面存档备份，存于）
- EBC愛媛電視台【官方】的X（前Twitter）
- YouTube上的愛媛電視台【官方】頻道
- 愛媛電視台的Facebook專頁
- 愛媛電視台的Instagram帳戶

33°49′56.5″N 132°45′34.5″E / 33.832361°N 132.759583°E